# Definierte Tagesdosis
Bei der definierten Tagesdosis (englisch defined daily dose, DDD; auch Angenommene Mittlere Tagesdosis, selten definierte Tagestherapiedosis) handelt es sich als Äquivalenzdosis um eine rechnerische Größe, die für Zwecke der Arzneimittelverbrauchsforschung entwickelt wurde. Unter Berücksichtigung von Produkteigenschaften des verordneten Arzneistoffes kann damit die tagesbezogene, theoretische Einnahmedauer (TED) eines Medikaments errechnet werden. Sie darf somit nicht mit einer therapeutischen, empfohlenen oder verschriebenen Dosis verwechselt werden.
Sie gibt die angenommene mittlere Tagesdosis bei Erwachsenen für einen Wirkstoff und dessen Hauptindikation an. (“The DDD is the assumed average maintenance dose per day for a drug used for its main indication in adults” (WHO: 1999)).
Die von der WHO veröffentlichten Angaben zur DDD, die im Rahmen der ATC-Klassifikation vom WHO Collaborative Centre for Drug Statistics Methodology berechnet werden, sind nicht identisch mit der amtlichen deutschen Fassung der ATC-Klassifikation mit definierten Tagesdosen.